# Joseph Buffa

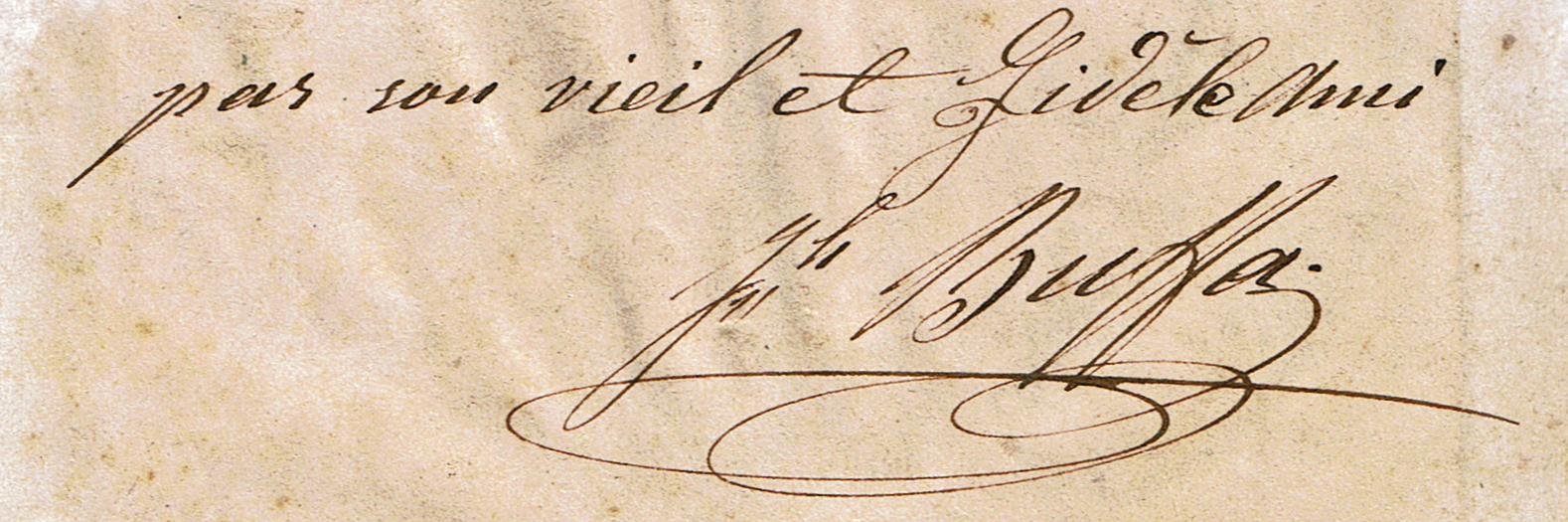
Autograaf met handtekening van Joseph Buffa.

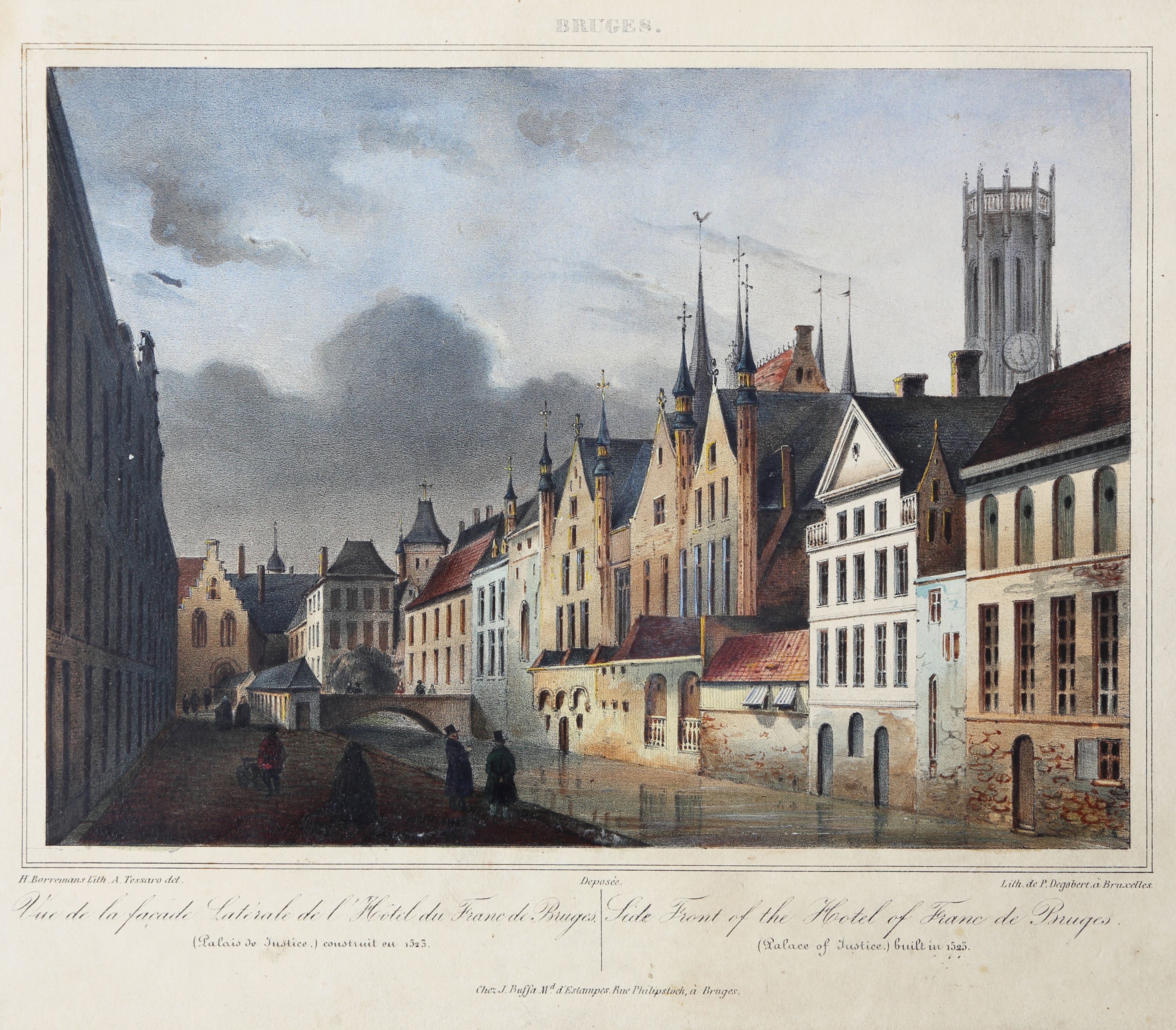
Gezicht op de Steenhouwersdijk, de Groenerei en de gevels van het Brugse Vrije. Handgekleurde lithografie door Henri Borremans naar een tekening van Antonio Tessaro, uit het eerste deel van het Album Pittoresque de Bruges, 1837. Onderaan staat de uitgever vermeld: "Chez J. Buffa, M(archan)d d'Estampes Rue Philipstock, à Bruges".

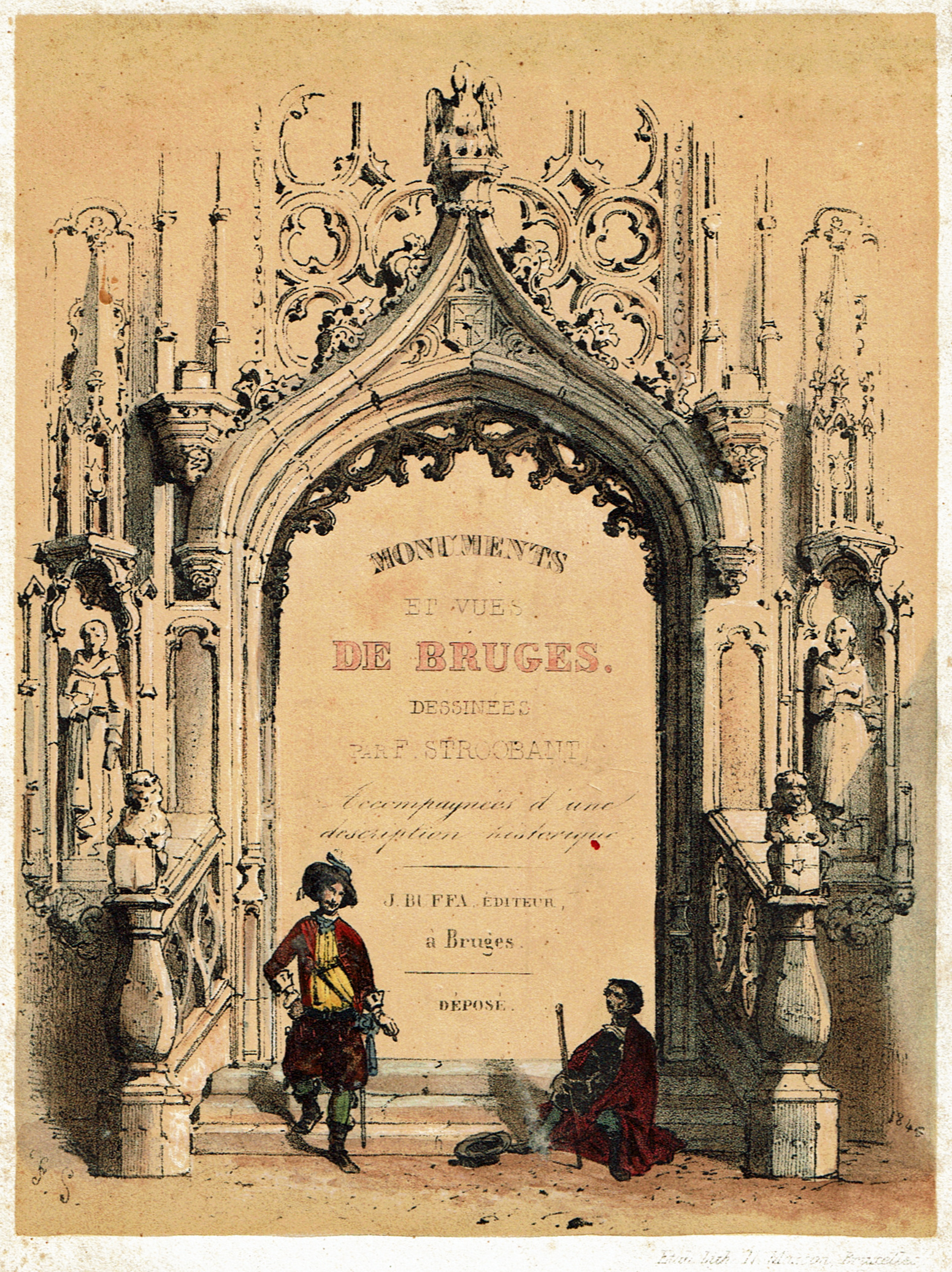
Titelpagina van het door Buffa uitgegeven album Monuments et Vues de Bruges uit 1846, met lithografieën van François Stroobant.

Joseph Buffa (Pieve Tesino, 30 januari 1802 - Brugge, 10 augustus 1864) was een Belgisch prentenhandelaar, uitgever van lithografieën en pionier van de fotografie, werkzaam in Brugge.

## Levensloop
Buffa - die voluit Giuseppe Pietro Antonio Buffa Pierin heette - was de zoon van Giuseppe Buffa en van Maria Pellizzaro. Zijn geboorteplaats Pieve Tesino ligt in de Noord-Italiaanse streek Trentino, waar talrijke inwoners zich gespecialiseerd hadden in de prentenhandel. Sinds de zeventiende eeuw al zwermden mannen uit die streek over heel Europa uit om er gedrukte prenten aan de man te brengen. De eerste generaties deden dit als ambulante verkopers, maar stilaan waren er die zich permanent ergens vestigden.
Joseph Buffa trouwde in 1821 met Domitilla Tessaro. Haar vader, Pietro Tessaro, had zich in 1802 in Antwerpen gevestigd, terwijl vrouw en kinderen in Pieve achterbleven. Ook vrouw en dochter Buffa bleven in Pieve, terwijl Buffa zich in Brugge vestigde.
In 1829 opende hij een optiekzaak en kunsthandel in Brugge. De Brugse winkel was achtereenvolgens op vier plekken gevestigd: Steenstraat, hoek van de Zilverstraat (1829); Philipstockstraat (1832); Vlamingstraat, hoek Grote Markt (1851); opnieuw Steenstraat (1857). 
Oorspronkelijk beperkte hij zich tot het aanbieden van gravures, aquarellen, muziekpartituren, teken- en schildersbenodigdheden. Gaandeweg werd het aanbod uitgebreid met brillen, microscopen, verrekijkers, kompassen, meetinstrumenten, landkaarten en muziekinstrumenten. Nog later werden hier ook ijzerwaren aan toegevoegd: koffie- en theekannen, kookpannen, olielampen, kandelaars en kachels. Om er helemaal de allure van een bazaar aan te geven, werden hieraan ook nog reukwaren en rookwaren en een depot van piano's aan toegevoegd.
Hij bleef nochtans vooral een marchand d'estampes. Hierbij was hij ook alert voor nieuwigheden en vanaf 1839 was hij een pionier van de fotografie, die hij beoefende onder de vorm van daguerreotypie. In 1842 opende hij een studio voor portretfotografie, de eerste in Brugge en de vierde in België. Hij verkocht ook fotoapparaten en de benodigdheden om foto's te maken en te ontwikkelen.
Buffa besliste als uitgever op te treden en litho's uit te geven die enerzijds zouden gewijd zijn aan de schoonheid van het historische Brugge, anderzijds aan het vrolijke leven in de badstad Oostende. Zo nam hij het initiatief tot de uitgave van het Album pittoresque de Bruges, een tweedelig album (1837 en 1840) met lithografieën op groot formaat. Hij deed hiervoor een beroep op de tekenaars Antonio Tessaro, Henri Borremans, Louis Joseph Ghemar en Edouard Manche. De teksten die bij de litho's werden geplaatst, werden geschreven door Joseph-Octave Delepierre. Het werd zijn meest prestigieuze publicatie en een hoogtepunt in de Brugse iconografie.

## Publicaties
- Album pittoresque de Bruges, 1837-1840.
- Monuments et vues de Bruges, 1846.
- Types pittoresques de la Plage d'Ostende pendant la saisson des Bains de Mer, 1856.
- Album d'Ostende pendant la Saison des Bains de Mer, 1856.
- Album d'Ostende, 1858.
- Almanach Grimacier voor het jaar, 1858.

## Litratuur
- Guillaume MICHIELS, Uit de wereld der Brugse mensen, Brugge, 1978, p. 33-34.
- Fernand BONNEURE, Joseph Buffa, in: Lexicon van West-Vlaamse schrijvers, Deel 4, Torhout, 1987.
- Jaak A. RAU, Een eeuw Brugge. Deel 1: 1800-1900, Brugge, 2001, p. 32-37.
- Dirk MICHIELS, I Tesini a Bruges e la pubblicazione dell'Album Pittoresque de Bruges, in: Elda FIETTA & Marie-Christine CLAES (eds.), Imprenditori dell'Immagine. Le vicende dei Tesini in Belgio, Pieve Tesino, 2016, p. 69-75 en 124.
- Marc RYCKAERT, Stad in prent 14. Joseph Buffa en het Album Pittoresque de Bruges (1837), in: Brugge die Scone, 38 (2017), p. 23-25.
- Marc RYCKAERT, Stad in prent 19. Een Album Pittoresque in zakformaat, in: Brugge die Scone, 39 (2018), p. 37-40.